# Parmenion
Parmenion (født 400 f.Kr., død 330 f.Kr.) var en makedonsk general, som tjente under Filip 2. af Makedonien og senere hans søn Alexander den Store. Parmenion var en af begges bedste og mest loyale generaler. Under slaget ved Gaugamela styrede Parmenion den makedonske venstre flanke. På trods af at de var i undertal, holdt de flanken, indtil Alexander ankom og jog perserne væk.

## Befrielsen af de græske byer
I 336 sendte Filip Parmenion til Anatolien (som på det tidspunkt var under kontrol af det achæmenidiske rige) med en hær på 10.000 soldater. Målet var at befri de græske byer i Anatolien. Men i efteråret 336 døde Filip og blev erstattet af sin unge søn Alexander.